# 돌링 킨더슬리
돌링 킨더슬리(Dorling Kindersley)는 1974년 영국에서 처음 설립된 국제 출판사이다. 성인, 아동을 대상으로 63개 언어로 출판 중이다.